# Бедфордшир
Бедфордшир (англ. Bedfordshire, МФА /ˈbɛdfərdʃər/ або /ˈbɛdfərdʃɪər/;) — графство в Англії.
Бедфордширців в Англії називають бедфордширськими бульдогами або кленґерами за назвою місцевого різновиду пирогів.
Сфера послуг є основним сектором економіки графства.